# Спостерігачі
«Спостерігачі» (англ. The Observers) — науково-фантастичний роман американського письменника Деймона Найта. Другий роман у «Трилогії морських пригод» (попередній — «МП», 1985; наступний — «Розумний світ», 1991).

## Сюжет
Події в романі розпочинаються в XXI столітті, незабаром після завершення подій в романі «МП». «Чума», яка вразила «Морські пригоди» (МП), добре відома, хоча мало хто ще розуміє її справжню природу: чужорідний паразит або симбіонт, який тимчасово живе в умах людей, перетворюючи їх через декілька днів на інших особистостей. Паразит робить невеликі, але суттєві зміни в психіці хазяїна перед від'їздом: як один із героїв описує ці зміни:
|  | ...це було б важко пояснити комусь іншому. Те, що він мав на увазі, полягає в тому, що він не помітив суттєвої безглуздості багатьох речей. Якщо в цих речах були шаблони, то це було пов'язано з його ж сприйняттям того, що [йому] сказали, або навіть не так, [це] прийнятні речі, про що йому ніколи не говорили, але вірили в те самі. Деякі з цих речей були важливі, а деякі тривіальні — більшість з них були тривіальними, але їх було достатньо, щоб він відчував, що зараз живе в іншому світі. |

Або як зауважує інший персонаж: він більше не вірить в «БС». Жертви паразиту часто залишають роботу, відмовляються від другої половинки або відмовляються від релігійних чи політичних переконань.
Наприкінці кінці «МП» єдиний паразит зумів відродитися через ненароджену дитину одного з пасажирів, перш ніж він опинився в пастці на дні океану. Коли через дев'ять місяців на суші народжується ця дитина, паразит знову може рухатися від людини до людини, але він незрілий, не має доступу до знань своєї «матері». Він починає вивчати людський світ, відбираючи свідомість людей з усіх сфер життя (звідси назва роману — «Спостерігачі»), змінюючи їх у процесі цього навчання. Він починає розмножуватися, заражаючи вагітних жінок.
Значна частина роману відбувається знову на «Морських пригодах», який тепер перетворено в інтернований табір для раніше заражених людей. Вчені, які вивчають «хворобу», мають добрі наміри, але Найт демонструє темну сторону сторону цього процесу, оскільки вони поступово переходять від доброякісних спостережень до більш примусових методів, включаючи катування.
Врешті-решт, значна частина людського населення була заражена цією «хворобою». Паразити колективно вирішують, що для того, щоб врятувати людський рід від власних поганих імпульсів, вони повинні припинити насильство. Вони починають діяти негайно, вбиваючи всіх, хто опинився на місці вбивства або поранив іншу людину.

## Відгуки
«Енциклопедія наукової фантастики» зазначає: «серія в цілому подібна до молодого серця, а когнітивна енергія Найта залишається явною».